# Тапете
Тапета (од средњовековног латинског: тапета = зидна облога, од латинског: тапетум = тепих) је декоративни папир за покривање зидова. Прве тапете почеле су се правити крајем 15. века, убрзо након увођења папира у Европу. Често се говори да су Kинези изумели тапете, али за то нема доказа, јер се у Азији уопште нису користиле пре настанка у Европи.[2] Од самог почетка тапете су се користиле због јефтиноће као замена за таписерију, тепихе, кожне и дрвене облоге којима су се дотад најчешће покривали зидови због декорације али и термоизолације.

## Историја
Најстарије тапете у Енглеској и Француској биле су осликане ручно или помоћу шаблона. Током 17. века развијене су нове технике за производњу; - штампање дрворезом и флокирање (наношење уситњених памучних, вунених влакана на папир (баршунасти ефект). Најстарији постојећи пример тако произведене тапете долази из Вустера и произведен је око 1680.
Kрајем 17. века почеле су се увозити у Европу ручно осликане флокиране тапете из Kине, које су биле врло тражене и скупоцене. Њихове европске копије нису биле толико цењене.
Током 18. века развиле су се бројне методе за мануфактурну производњу тапета, -  Christophe-Philippe Oberkampf је 1785. изумио прву машину за штампање тапета, а убрзо након тога - Луј Роберт је осмислио процес производње бесконачних ролна.

### Мануфактурна производња тапета у Француској
Француска је почетком 19. вијека била лидер у дизајну и продукцији тапета, а истицали су се Jean-Baptiste Réveillon колоритом и Joseph Dufour декоративним панорамама. У то време француски произвођачи тапета нису више користили као мотив само пејзаж, већ су симулирали разноразне архитектонске елементе, као штукатуре, стубове и капителе, што је захтевало пажњу и вештину код лепљења.
Енглеска је свој зенит у дизајну и производњи достигла средином 19. века. Прве машински одштампане тапете произведене су 1840. у Ланкастеру. С друге стране Вилијам Морис и његов покрет Уметност и занат унапредили су дизајн тапета.
Наредних 100 година, мало се тога битног десило у производњи тапета, али се 1950-их и 60-их догодило толико тога у дизајну и производњи тапета да је то премашивало све што се до тада догодило. Нови процеси омогућили су штампање фотографија што је дизајнерима омогућило да дају одушка својој машти. Уз то побољшана је њихова трајност и олакшано одржавање од кад се пластифицирају.
Након појаве принтера са мастилом великих формата крајем 20. века, могућности су се бесконачно прошириле, али се истовремено десило то да су тапете изашле из моде у дизајну ентеријера.